# 全局搜索
全局搜索（英語：Global search），又稱為全域搜索，一般而言為本地搜索的對應概念。在不同的領域該詞所表示含義不完全一致。通常而言，全局搜索一般表示一種允許使用者在某個平臺或者數據庫中使用不受相對搜索限制的搜索方式。特別的，在計算機文字處理系統中，其通常指代在全文中對特定的字符内容或者序列進行搜索。